# Мельниченко Богдан Володимирович
Богдан Володимирович Мельниченко (народився 15 травня 1989 року) — український професіональний футболіст, воротар.